# اريك ليندسي
اريك ليندسي (بالإنجليزية: Eric Lindsay)‏ هو عازف بيانو وملحن أمريكي، ولد في 1980.